# بدر البدور
بدر البدور شخصية خيالية من شخصيات كتاب ألف ليلة وليلة. وكانت ابنة والي بغداد وأيضاً صديقة سندباد في القصة. وأميرة علاء الدين ويطلق عليها اسم ياسمين في نسخة ديزني من علاء الدين (الفيلم الكرتوني) .

## طالع كذلك
- ألف ليلة وليلة
- السندباد البحري
- شهرزاد
- شهريار